# Anders Peter Olsen
Anders Peter Olsen (také Andreas Peter Olsen; 22. března 1862, Musse Sogn – 1932) byl dánský inspektor Grónska.

## Život
Anders Peter Olsen se rozhodl pro cestu vojenské kariéry a stal se podporučíkem. V letech 1886 až 1891 působil jako dobrovolník v Qeqertarsuaqu a Upernaviku, v roce 1891 byl zaměstnán jako asistent v Kangersuatsiaqu. Následujícího roku byl jmenován správcem v Upernaviku, v roce 1897 byl přeložen do Ilulissatu a poté se stal opět asistentem v Aasiaatu. Od roku 1899 působil jako správce v Qeqertarsuaqu, Appatu a od roku 1902 v Ilulissatu. V letech 1905 až 1906 byl také vedoucím grónského úřadu v Kodani. V roce 1912 byl jmenován inspektorem Severního Grónska a v následujícím roce ho vystřídal Harald Lindow.
Země A. P. Olsena ve východním Grónsku nese jméno Anderse Petera Olsena. Označuje oblast ležící mezi Tyrolerfjordem na jihu a Svejstrupdalem na severu, která se táhne od východního pobřeží až po Grossglockner na západě.